# 알렉스 (앵무새)
알렉스(1976년 5월 18일 ~ 2007년 9월 6일)는 천재 앵무새라고 알려져있는 앵무새로서 종은 회색앵무이다. 퍼듀 대학교의 아이린 페퍼버그(Irene Pepperberg) 박사에 의해 훈련받았다.

## 생애
시카고 오헤어 국제공항 근처의 애완동물 가게에서 동물 인지 심리학을 연구 중인 아이린 페퍼버그 박사에게 분양된다.
이후 페퍼버그 박사에 의해 훈련을 받으며 여러 가지 복잡한 감정표현과 두뇌행동을 보여주면서 여러 잡지에 의해 소개된다.
2007년 9월 6일 매사추세츠주에 위치한 브랜다이스 대학교 내에서 31세라는 나이에 사망하였으며 유언은 죽기 전날 했던 말인 "You be good. See you tomorrow. I love you."이며 이 말은 페퍼버그 박사가 매일 밤 퇴근할 때마다 알렉스와 주고받는 인사였다.

## 능력
100개~150개 정도의 단어를 외우고 구사하는 것이 가능하였으며, 50개의 사물을 식별하는 것이 가능하였다. 숫자의 경우는 1부터 8까지 세는 것이 가능했다고 한다.

또한 부탁, 떼쓰기, 거짓말, 불평 등 감정표현이 가능하여 인간과도 어느정도 소통이 가능하기도 하였다.

## 같이 보기
- 동물 언어
- 코코 (고릴라)
- 코식이
- 워쇼 (침팬지)